# Lista de prefeitos de Serrinha (Rio Grande do Norte)
Esta é a lista de prefeitos de Serrinha, município brasileiro do estado do Rio Grande do Norte.
| Nº | Prefeito                               | Imagem                                      | Partido              | Início de mandato     | Fim de mandato         | Vice-prefeito                             | Observações             |
| -- | -------------------------------------- | ------------------------------------------- | -------------------- | --------------------- | ---------------------- | ----------------------------------------- | ----------------------- |
| 1  | João Evangelista de Salles             |                                             |                      | 1º de abril de 1964   | 31 de janeiro de 1965  | —                                         | Prefeito nomeado        |
| 2  | José Teixeira de Souza                 |                                             | PDC                  | 31 de janeiro de 1965 | 31 de janeiro de 1970  | José Carmo dos Santos                     | Prefeito e vice eleitos |
| 3  | Manoel do Carmo dos Santos             |                                             | ARENA                | 31 de janeiro de 1970 | 31 de janeiro de 1973  | Maurício Targino dos Santos               | Prefeito e vice eleitos |
| 4  | José Teixeira de Souza                 |                                             | ARENA                | 31 de janeiro de 1973 | 31 de janeiro de 1977  | Antônio Miguel Pereira                    | Prefeito e vice eleitos |
| 5  | Manoel do Carmo dos Santos             |                                             | ARENA                | 31 de janeiro de 1977 | 31 de janeiro de 1983  | Leônidas Duarte de Lima                   | Prefeito e vice eleitos |
| 6  | João Vicente da Cruz                   |                                             | PDS                  | 31 de janeiro de 1983 | 31 de dezembro de 1988 | João Mariano de Oliveira                  | Prefeito e vice eleitos |
| 7  | Marluce Rodrigues dos Santos           |                                             | PDS                  | 1º de janeiro de 1989 | 31 de dezembro de 1992 | Gilson de Souza                           | Prefeita e vice eleitos |
| 8  | José Genilson Oliveira de Souza        |                                             | PMDB                 | 1º de janeiro de 1993 | 31 de dezembro de 1996 | Rosângela da Justa Feijão                 | Prefeito e vice eleitos |
| 9  | José Teixeira de Souza Júnior          |                                             | PMDB                 | 1º de janeiro de 1997 | 31 de dezembro de 2004 | João Mariano de Oliveira                  | Prefeito e vice eleitos |
| 9  | José Teixeira de Souza Júnior          | José Genilson Oliveira de Souza             | PMDB                 | 1º de janeiro de 1997 | 31 de dezembro de 2004 | Prefeito reeleito e vice eleito           |                         |
| 10 | Manoel do Carmo dos Santos             |                                             | PSB                  | 1º de janeiro de 2005 | 31 de dezembro de 2008 | Reginaldo José Bezerra de Souza           | Prefeito e vice eleitos |
| 11 | Fabiano Henrique de Souza Teixeira     |                                             | PMDB                 | 1º de janeiro de 2009 | 31 de dezembro de 2016 | José Genilson Oliveira de Souza           | Prefeito e vice eleitos |
| 11 | Fabiano Henrique de Souza Teixeira     | Eroisa Maria da Conceição Oliveira de Souza | PMDB                 | 1º de janeiro de 2009 | 31 de dezembro de 2016 | Prefeito reeleito e vice eleita           |                         |
| 12 | José Antônio de Medeiros Clemente      |                                             | PTN                  | 1º de janeiro de 2017 | 31 de dezembro de 2024 | Luis Fernando Turcatti dos Santos         | Prefeito e vice eleitos |
| 12 | José Antônio de Medeiros Clemente      | PSB                                         | Gilson de Souza Neto | 1º de janeiro de 2017 | 31 de dezembro de 2024 | Prefeito reeleito e vice eleito           |                         |
| 13 | Kauanny Sthefany Clemente Leão de Lima |                                             | MDB                  | 1º de janeiro de 2025 | até a atualidade       | Rodrygo Sowhammy dos Santos do Nascimento | Prefeito e vice eleitos |